# Віткув (Легницький повіт)
Віткув (пол. Witków) — село в Польщі, у гміні Хойнув Легницького повіту Нижньосілезького воєводства.
Населення — 310 осіб (2011).
У 1975-1998 роках село належало до Легницького воєводства.

## Демографія
Демографічна структура станом на 31 березня 2011 року:
|          | Загалом | Допрацездатний вік | Працездатний вік | Постпрацездатний вік |
| -------- | ------- | ------------------ | ---------------- | -------------------- |
| Чоловіки | 157     | 31                 | 110              | 16                   |
| Жінки    | 153     | 32                 | 84               | 37                   |
| Разом    | 310     | 63                 | 194              | 53                   |